# آنگاته
آنگاته (به آلمانی: Angath) یک منطقهٔ مسکونی در اتریش است که در ناحیه کوفستاین واقع شده‌است. آنگاته ۳٫۵۰ کیلومتر مربع مساحت دارد ۵۰۰ متر بالاتر از سطح دریا واقع شده‌است.